# Coeloplana astericola
Coeloplana astericola är en kammanetart som beskrevs av Ole Theodor Jensen Mortensen 1927. Coeloplana astericola ingår i släktet Coeloplana och familjen Coeloplanidae. Inga underarter finns listade i Catalogue of Life.

## Bildgalleri

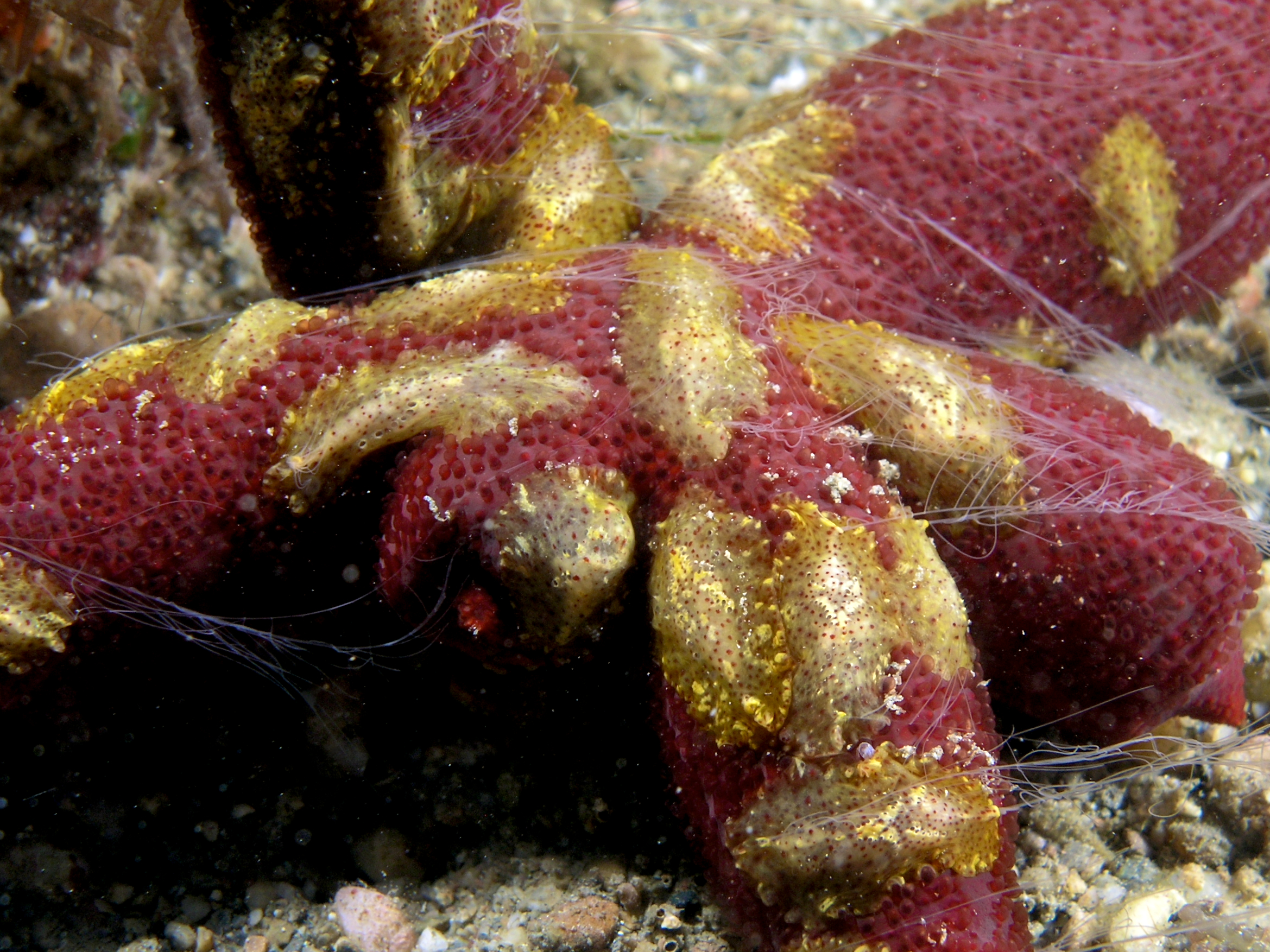